# Emiliano García-Page
Emiliano García-Page Sánchez, né le 11 juin 1968 à Tolède, est un homme politique espagnol membre du Parti socialiste ouvrier espagnol (PSOE).
Il est secrétaire général du Parti socialiste de Castille-La Manche-PSOE (PSCM-PSOE) depuis 2012 et président de la Junte des communautés de Castille-La Manche depuis 2015.

## Biographie

### Débuts précoces en politique
Il s'engage en politique avant sa majorité, en adhérant aux Jeunesses socialistes d'Espagne (JSE). En 1986, alors qu'il intègre l'université de Castille-La Manche pour y étudier le droit, il rejoint le PSOE. Lors des élections municipales de mai 1987, il est élu à 18 ans au conseil municipal de Tolède, capitale de Castille-La Manche.
Il est réélu en 1991, obtenant parallèlement sa licence de droit. Le nouveau maire socialiste Joaquín Sánchez Garrido le nomme adjoint, chargé des Festivités, de la Jeunesse et des Finances.

### Un très jeune conseiller du gouvernement régional
Le 1er septembre 1993, alors qu'il n'a que 25 ans, le président José Bono le choisit comme nouveau porte-parole du gouvernement régional. Il démissionne donc de son mandat municipal.
Après les élections régionales de mai 1995, au cours desquelles il ne se présente pas pour un siège aux Cortes de Castille-La Manche, il est reconduit dans ses fonctions.

### Ascension dans l'ombre de José Bono
Désigné secrétaire général du PSOE dans la province de Tolède le 1er juillet 1997, il est promu neuf jours plus tard conseiller aux Travaux publics de la communauté autonome. Il redevient porte-parole en 1998. Aux élections régionales de juin 1999, il est élu député de la province de Tolède. Il se voit par la suite nommé conseiller au Bien-être social.
Il quitte le gouvernement en mars 2000 pour prendre la présidence du groupe socialiste, majoritaire aux Cortes. Il y revient en mai 2001, pour la troisième fois en tant que porte-parole. Il passe ensuite, en 2004, au poste de conseiller aux Relations institutionnelles, lorsque José María Barreda succède à Bono. Lors d'un remaniement en 2005, il se voit confier les fonctions de second vice-président et porte-parole du conseil de gouvernement, une nouvelle fois.

### Maire de Tolède
En janvier 2007, la section socialiste de Tolède l'investit à l'unanimité tête de liste aux élections municipales du 27 mai suivant. Le jour du scrutin, sa liste remporte 18 011 voix, soit 43,45 % des voix et 11 sièges sur 25 au conseil municipal. Il n'a ainsi que 800 voix et un élu de moins sur le Parti populaire (PP) du maire José Manuel Molina.
Il négocie alors le soutien des deux conseillers de la Gauche unie (IU), Emiliano García-Page est investi maire de la capitale régionale le 16 juin.
Lors des élections du 22 mai 2011, il candidate pour un nouveau mandat. En recueillant 20 025 suffrages, ce qui correspond à 43,78 %, il se voit assigné 12 élus, soit un d'avance sur le PP. Il est par la suite investi pour un second mandat, sans le soutien d'IU.

### Une percée nationale
Avec la convocation des élections législatives anticipées du 20 novembre 2011, il est pressenti comme tête de liste socialiste dans la province de Tolède, en remplacement de José Bono, une situation critiquée par la Gauche unie. Critique du choix d'Alfredo Pérez Rubalcaba comme candidat du PSOE à la présidence du gouvernement, du fait de son ancienneté, il ne se présente finalement pas, en application des règles internes au PSOE sur le non-cumul des mandats.
Le 16 septembre, il est cependant élu au Sénat par les Cortes de Castille-La Manche.

### Chef des socialistes régionaux
À la suite de la défaite du Parti socialiste de Castille-La Manche-PSOE (PSCM-PSOE) aux élections régionales de mai 2011, puis de l'élection de José María Barreda au Congrès des députés aux législatives, la fédération régionale socialiste doit changer de secrétaire général. Le 25 février 2012, Emiliano García-Page est élu à ce poste par les délégués réunis au Xe congrès du PSCM-PSOE à Tolède, remportant 95,82 % des suffrages exprimés.

### Président de Castille-La Manche
Lors de l'élection régionale du 24 mai 2015, il conduit le PSCM-PSOE, qui totalise 36,8 % des voix et 15 députés sur 33. Il passe alors un accord avec Podemos, qui compte 2 élus, et se voit investi par les Cortes le 1er juillet. Deux jours plus tard, Emiliano García-Page devient officiellement président de la Junte des communautés de Castille-La Manche. 
Le 13 juillet 2017, il annonce avoir conclu un accord budgétaire avec Podemos, permettant l'adoption de la loi de finances pour l'année 2017 et assurant à ses partenaires une place au conseil de gouvernement. José García Molina est ainsi désigné comme second vice-président du gouvernement régional, ce qui constitue une première.
Il est au sein du PSOE un opposant à Pedro Sanchez, qu'il accuse d’avoir fait trop de concessions à Unidas Podemos et aux partis indépendantistes catalans et basques. Il est considéré comme un représentant de l'aile droite de son parti.